# Hahle (Rhume)
Die Hahle ist ein linker Zufluss der Rhume in Thüringen und Niedersachsen.

## Name
Der Fluss wird im Jahr 1303 (aquam ... hale) erstmals schriftlich genannt. Der Name stammt aus dem mittelniederdeutschen und bedeutet 'die (relativ) Trockene'.

## Geographie

### Quellgebiet

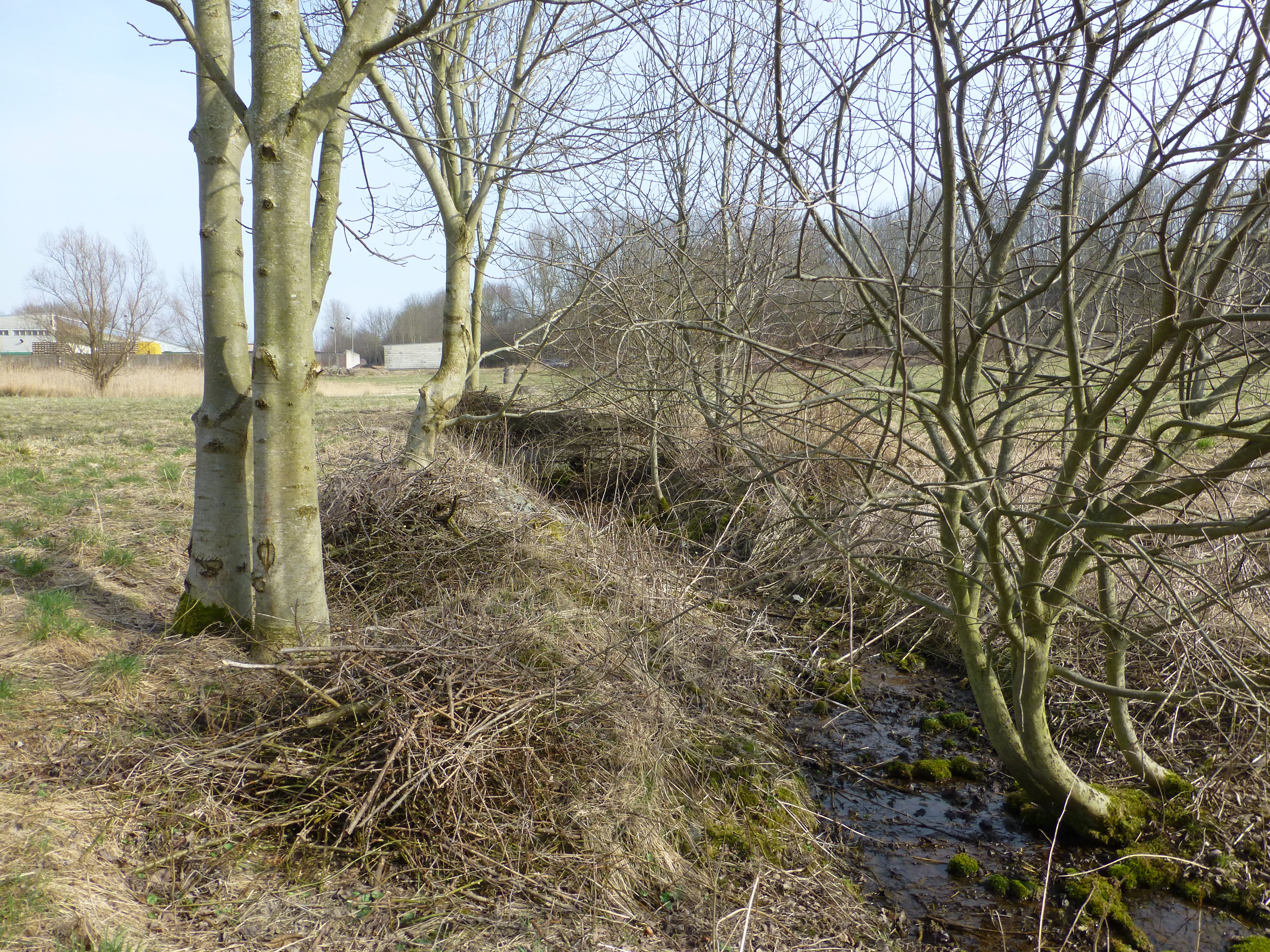
Eine der Hahlequellen in Worbis

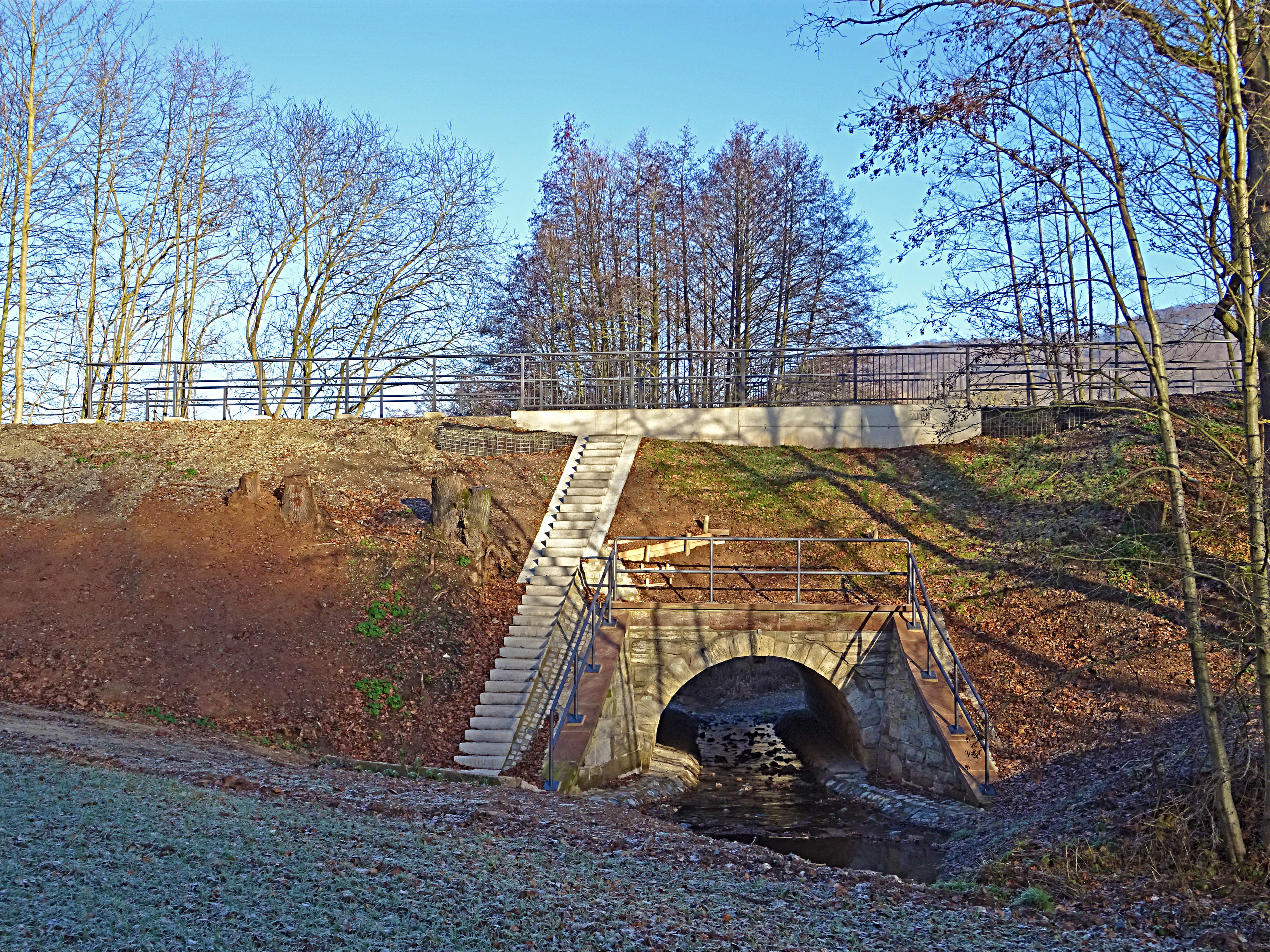
Hahle-Brücke des Unstrut-Hahle-Radweges bei Wintzingerode

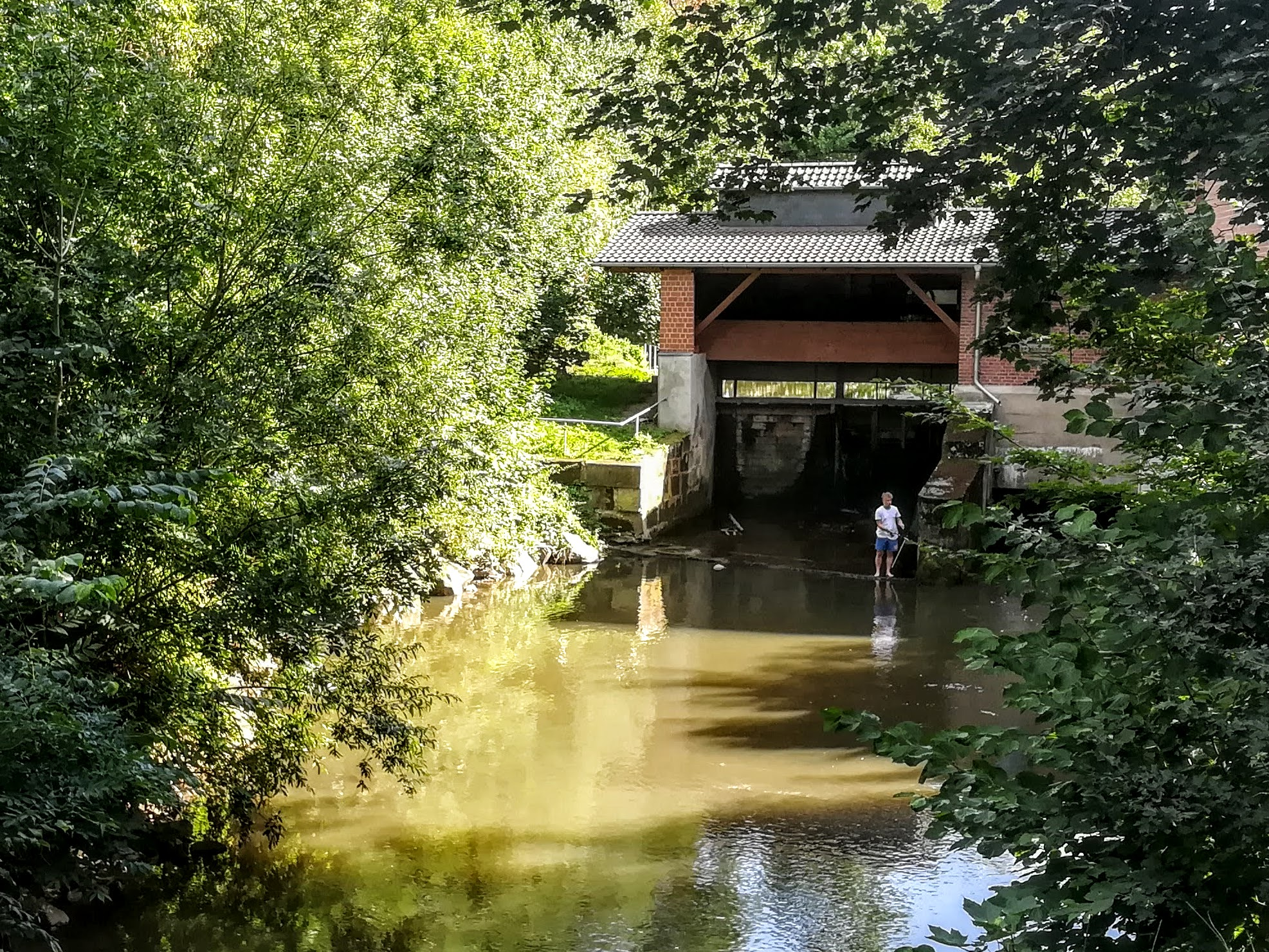
Staustufe der Hahle in Gieboldehausen

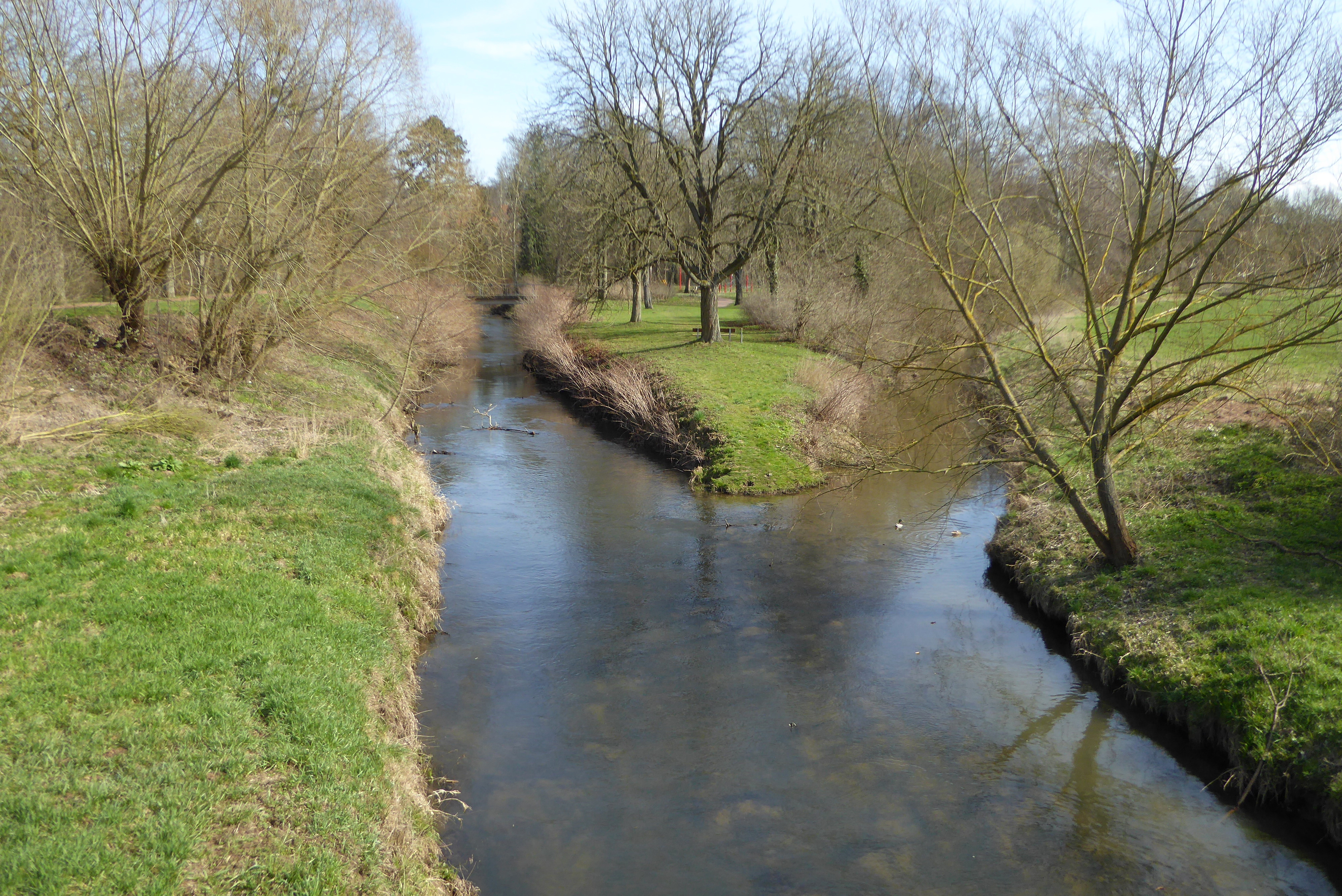
Mündung der Suhle in die Hahle in Gieboldehausen

Die Hahle entspringt im Landkreis Eichsfeld am Fuße des Ohmgebirges unterhalb des Iberges aus mehreren Quellen am westlichen Stadtrand von Worbis. Ob die alte Flurbezeichnung Neunspringe auf genau neun Quellen schließen lässt, ist nicht belegt. Bis heute nutzt die unmittelbar an den Quellen befindliche Brauerei Neunspringe das Quellwasser der Hahle.
Etwa einen Kilometer östlich der Hahlequellen befinden sich die Wipperquellen, welche zum Flusssystem der Elbe gehören. Beide Quellgebiete an der Elbe-Weser-Wasserscheide gehören zur geologischen Struktur des Worbiser Grabens der Ohmgebirgs-Grabenzone.

### Verlauf
Die Hahle durchfließt danach die Orte Ferna und Teistungen, passiert die Grenze nach Niedersachsen und erreicht Gerblingerode. Die Hahle verläuft nun durch Duderstadt, unterquert die B 446 und durchfließt Mingerode, Obernfeld und Rollshausen. In Gieboldehausen unterquert die Hahle die B 247 und B 27, nimmt die Suhle auf und mündet nordwestlich des Ortes in die Rhume.
Sie ist der längste Fluss, der von den Quellen bis zur Mündung im Eichsfeld verläuft.

## Zuflüsse
- Hessengraben (links)
- Katharine (rechts)
- Nisse (links)
- Reese (rechts)
- Eichbach (links)
- Grundzelle  (rechts)
- Siebig  (rechts)
- Muse (links)
- Brehme nebst Sandwasser (rechts)
- Sulbig (rechts)
- Betzelföhrbeek (rechts)
- Nathe (links)
- Hörgraben (links)
- Suhle (links)[4]

## Mühlen
Folgende Mühlen sind am Lauf der Hahle bekannt (B = in Betrieb; E = erhalten, auch teilweise; R = Ruine; N = nicht mehr vorhanden):
- in Worbis: Bockmühle (R), Pulvermühle (N), Ziegenmühle (R)
- in Wintzingerode: Teichmühle (E)
- in Ferna: Dorfmühle (E), Bruchmühle (E)
- in Teistungen: Hahlemühle (E), Obere Klostermühle (N), Untere Klostermühle (Mühlenturm)
- in Duderstadt: Hochstädter Mühle (N), Ziegelmühle (E)
- in Mingerode: Mühle Wüstefeld (E)
- in Obernfeld: Maulhardt-Mühle
- in Gieboldehausen: Mühle (N), Mühle und Sägewerk (E)

## Kleine Hahle
Zum sicheren Betrieb der meist oberschlächtigen Mühlen wurde ein Mühlgraben angelegt, außer bei der Bock- und Pulvermühle in Worbis. Ein längerer Graben existierte vom großen Wehr am Ortsausgang Teistungen, über Gerblingerode bis nach Duderstadt, der mehrere Mühlen antrieb. Mehrere kleine Gräben und Bäche, wie die Grundzelle und die Siebig, führten dem Mühlkanal zusätzlich Wasser zu. Auf Grund seiner Länge wurde er von den Anwohnern auch Kleine Hahle genannt. In Duderstadt querte der Mühlgraben den um 1900 gebauten Hartmannkanal, bevor er innerhalb des Stadtwalles in das Sandwasser des Brehmeflusses mündete.
Der Kanal entstand vermutlich zunächst mit dem Bau der beiden Klostermühlen in Teistungenburg um das Jahr 1300 und wurde dann entsprechend verlängert. Mit dem Bau des Grenzüberganges bei Teistungen nach 1970 wurde dieser Mühlkanal zunächst bis zur innerdeutschen Grenze komplett zurückgebaut und eingeebnet, später auch auf niedersächsischem Gebiet, der Verlauf ist hier aber teilweise noch im Gelände erkennbar.